# Людмила Добринова
Людмила Стоянова Добринова (известна сред учениците на НГДЕК и с прякора Мама Доби) е български музикален деятел.
През 1982 г. създава юношески и девически хорове към НГДЕК, които изпълняват обработени народни песни и славянобългарски църковни песнопения в оригинал. Двадесет и шест години преподава теория и история на музиката в НГДЕК „Константин Кирил Философ“ в София. Основател на Камерната вокална формация „Диптих“, включваща бивши възпитаници на НГДЕК. Заедно със своите възпитаници (сред които са актьорът Георги Къркеланов, Андрей Захариев и Спас Кьосев от БНТ и оперният певец Пламен Бейков) издирва и събира неканонични варианти на църковни песнопения от България, Македония и българските селища в Албания, които биват изпълнявани от съставите „Диптих“ и „Юлангело“. Член на Съюза на българските музикални и танцови дейци. Умира на 15 октомври 2008 година в София.